# 克拉麗莎·費爾南德斯
克拉麗莎·費爾南德斯（Clarisa Fernández，1981年8月28日—）是一位阿根廷女子職業網球運動員，她的WTA最高單打排名為世界第26。
費爾南德斯在2002年法國網球公開賽闖進四強，在晉級過程中擊敗許多名將耶萊娜·科斯塔尼奇、金·克莱斯特尔斯、耶莲娜·德门蒂耶娃、保拉·蘇亞雷斯。
費爾南德斯後來因為受傷與生病的關係，所以無法創造更好的成績，最後在2008年宣佈退役。

## 外部連結
- 克拉麗莎·費爾南德斯的国际女子网球协会官方資料（英文）
- 克拉麗莎·費爾南德斯的國際網球總會 職業／青少年 官方資料（英文）
- Fed Cup - Player profile - Clarisa FERNANDEZ (ARG) （页面存档备份，存于）